# Energia nucleare in Argentina
Nel 2011 l'energia nucleare in Argentina ha generato il 5% dell'energia elettrica prodotta in totale nel Paese.
A marzo 2010, sono presenti in questa nazione 2 centrali nucleari in funzione (Embalse a Córdoba e Atucha a Buenos Aires) che dispongono complessivamente di 2 reattori operativi e 1 in costruzione (il secondo reattore di Atucha).
Non vi sono centrali nucleari chiuse.
La produzione di energia elettrica da fonte nucleare e convenzionale in Argentina è largamente privatizzata, l'ente regolatore per l'elettricità è l'Ente Nacional Regulador de la Electricidad.

## Storia
L'Ente nazionale per l'energia atomica argentino (CNEA) fu istituito nel 1950 e ha portato ad un grande fervore di ricerca e sviluppo dell'energia nucleare nel paese sudamericano. Oggi sono in funzione 5 reattori di ricerca, operati dalla CNEA e da altri enti di ricerca.
Nel 1964 furono iniziati i primi studi per l'uso per elettrogenerazione dell'energia nucleare, dopo uno studio di fattibilità per un reattore ad acqua pesante ad uranio naturale da 300-500 MWe per la Provincia di Buenos Aires. L'impianto, costruito presso la città di Lima è quello di Atucha, iniziato a costruire nel 1968 ed operativo dal giugno 1974, composto da un unico reattore da 321 MW di tipologia PHWR canadese e tedesca, unite dalla società Kraftwerk Union. Oggi il reattore è stato potenziato a 335 MW e funziona ad uranio leggermente arricchito al 0,85%, questo ha permesso di raddoppiare il burnup e di conseguenza ridurre i costi operativi del 40%. Nel 1967 fu fatto un secondo studio di fattibilità per un impianto più grande nella Provincia di Córdoba, 500 km nell'entroterra. In questo caso fu scelto un reattore di tipologia CANDU 6 canadese della AECL per l'impianto di Embalse, la centrale è stata costruita dalla società italiana Italimpianti. La centrale è stata iniziata nel 1974 ed è entrata in produzione commerciale nel 1984.
Nel 1979 fu ordinato un terzo reattore presso la centrale di Atucha, a seguito della decisione governativa di avere 4 nuove unità in funzione nel decennio 1987-97. Il progetto prescelto è stato quello della Siemens per una versione più grande del reattore 1. I lavori furono iniziati nel 1981 da una joint venture di CNEA e Siemens-KWU. Tuttavia, il lavoro è proceduto lentamente a causa della mancanza di fondi e fu sospeso nel 1994, con l'81% dell'impianto completo.
Nel 1994, è stata creata la Nucleoeléctrica Argentina SA (NASA) per rilevare le centrali nucleari dalla CNEA e supervisionare la costruzione di Atucha 2. Il design delle unità PHWR della Siemens ad Atucha è unico nel suo genere, la NASA era alla ricerca di competenze da Germania, Spagna e Brasile per completare la seconda unità. Nel 2003, i piani per il completamento del reattore furono presentati al governo. Nell'agosto 2006 il governo ha annunciato un piano strategico da 3,5 miliardi di $ per il settore dell'energia nucleare, che comprende sia il completamento del reattore che l'estensione della vita operativa degli altri due reattori in funzione. L'estensione di 25 anni della vita del reattore di Embalse, con l'AECL dovrebbe costare 400 milioni di $. Il completamento del secondo reattore della centrale di Atucha (inaugurato il 28 settembre 2011) dovrebbe costare 600 milioni di dollari, compresi 400 milioni di $ per 600 tonnellate di acqua pesante degli Stati Uniti.

## Programma nucleare militare
Ad inizio giugno 2010 il Ministro della difesa argentino Nilda Garré ha annunciato che il paese sta valutando l'opzione di usare motori a propulsione nucleare per la sua marina militare. I reattori saranno realizzati con tecnologie argentine: le conoscenze in materia di energia nucleare saranno fornite dalla società statale di tecnologia nucleare INVAP. Ha poi aggiunto: «Vogliamo recuperare le competenze scientifiche, industriali e tecnologiche che avevamo in passato. L'Argentina non può rimanere tagliata fuori dagli sviluppi tecnologici e dal ruolo di leadership che avevamo nell'America Latina». Il progetto è attualmente al vaglio dell'CITEDEF e del CINAR. Il ministro ha anche aggiunto che il paese non intende dotarsi di armamenti nucleari ma intende solo usare l'energia nucleare per la propulsione navale.

## Programma nucleare futuro
È in corso la discussione per un ampliamento della capacità di generazione nucleare per soddisfare la crescente domanda, è stato quindi compiuto uno studio di fattibilità per un quarto reattore, la cui costruzione dovrebbe essere avviata dopo il 2010 e per cui sono stati preventivati 2 miliardi di $. Nel luglio 2007, la NASA ha firmato un accordo con l'AECL per stabilire contratto e le condizioni di progetto per la costruzione di un reattore CANDU da 740 MWe, con un ulteriore reattore uguale al primo proposto. Tuttavia, nel mese di aprile 2010, il governo ha parlato anche con i fornitori dei reattori di Francia, Russia, Giappone e Stati Uniti, quindi il quarto e quinto reattore potrebbe anche essere di tipologia PWR.
Nel febbraio 2010, il governo argentino ha firmato un accordo con la Rosatom per condividere informazioni tecniche relative alla costruzione di centrali nucleari e valutare un eventualmente utilizzo di tecnologia russa nel paese; nell'aprile 2010 è stato poi firmato un accordo di cooperazione nucleare con la Russia.

### Reattore CAREM
Nel 2006 è stata decisa la costruzione di un prototipo di reattore CAREM, che dovrebbe essere costruito nella provincia di Formosa, nella parte nord-occidentale dell'Argentina. Il reattore è stato sviluppato da Sviluppato da CNEA e INVAP, il reattore è un sistema PWR semplificato da 100MW termici (sono allo studio anche potenziamenti fino a 300MW) progettato per la generazione di energia elettrica (27MW nella versione base) o come reattore di ricerca o sfruttato per la dissalazione dell'acqua. È un disegno di impianti che potrebbero essere utilizzate entro un decennio. Il progetto finale potrebbe essere pronto entro la fine del decennio.

## Ciclo del combustibile
L'Argentina possiede alcuni centri per la raffinazione e la purificazione dei minerali uraniferi. L'arricchimento per il reattore di Atucha avviene però negli Stati Uniti, visto che il proprio piccolo impianto di arricchimento per diffusione presso Pilcaniyeu ha operato per pochi anni a causa della sua inaffidabilità e dello scarso potere di arricchimento dell'impianto; nel 2006 la CNEA ha detto di voler riattivare l'impianto, i progressi dei lavori sono però al momento sconosciuti.
L'acqua pesante è prodotta dalla ENSI SE (Neuquina Empresa de Servicios de Ingeniería), che è controllata congiuntamente da CNEA e la Provincia di Neuquén, questo impianto ha una capacità molto superiore al fabbisogno interno (può sopperire al reattore 2 di Atucha e per i 3 seguenti reattori argentini), quindi è sfruttato per l'esportazione.
Non ci sono piani per il ritrattamento del combustibile utilizzato, anche se un impianto sperimentale è stato in funzione nei primi anni 1970 a Ezeiza.

## Reattori di ricerca
L'Argentina dispone anche di numerosi reattori usati a fini di ricerca ed esporta tecnologia nucleare.

## Gestione dei rifiuti e depositi geologici
L'aprile 1997 è stata promulgata una legge nazionale per la gestione da parte del CNEA dei rifiuti radioattivi e dello smantellamento degli impianti, finanziati tramite un fondo speciale finanziato dagli impianti operativi. I rifiuti di basso e medio livello (ed il carburante dei reattori di ricerca) sono gestiti presso lo stabilimento di Ezeiza. Il combustibile usato è stoccato presso ogni impianto; presso la centrale di Embalse vi è anche uno stoccaggio a secco del combustibile.

## Produzione di uranio
L'Argentina non è un produttore di uranio, benché lo sia stato in passato, con 2513t totali di metallo estratte al 2006, l'ultima miniera fu chiusa per ragioni economiche. Ha modeste risorse uranifere, quantificate in 12.000t di Uranio a <130$/kg nel "Red Book" del 2007. Il CNEA presume che si possa arrivare fino a 55.000t come obiettivo per le esplorazioni, sono anche in corso valutazioni per la riapertura di miniere chiuse in passato.

## Centrali nucleari
Tutti i dati della tabella sono aggiornati a maggio 2018
| Reattori operativi |                    |           |                    |                                    |                                   |                        |
| Centrale | Potenza netta (MW) | Tipologia | Inizio costruzione | Allacciamento alla rete            | Produzione commerciale            | Dismissione (prevista) |
| Atucha (Reattore 1) | 340                | PHWR      | 1º giugno 1968     | 19 marzo 1974                      | 24 giugno 1974                    |                        |
| Atucha (Reattore 2) | 693                | PHWR      | 14 luglio 1981     | 27 giugno 2014                     | 26 maggio 2016                    |                        |
| Embalse | 600                | CANDU     | 1º aprile 1974     | 25 aprile 1983                     | 20 gennaio 1984                   |                        |
| Totale: 3 reattori per complessivi 935 MW |                    |           |                    |                                    |                                   |                        |
| Reattori in costruzione |                    |           |                    |                                    |                                   |                        |
| Centrale | Potenza netta (MW) | Tipologia | Inizio costruzione | Allacciamento alla rete (previsto) | Produzione commerciale (previsto) | Costo (previsto)       |
| CAREM25 | 25                 | CAREM     | 18 febbraio 2014   | 2019                               | 2019                              |                        |
| Totale proposti: 1 reattori per complessivi 25 MW |                    |           |                    |                                    |                                   |                        |
| Reattori pianificati ed in fase di proposta |                    |           |                    |                                    |                                   |                        |
| Totale programmati: 2 reattori per complessivi 767 MW Totale proposti: 1 reattori per complessivi 740 MW                                                            |                    |           |                    |                                    |                                   |                        |
| Reattori dismessi |                    |           |                    |                                    |                                   |                        |
| Nessuno |                    |           |                    |                                    |                                   |                        |
| NOTE: - La normativa in vigore prevede la possibilità di sostituzione e/o aumento del parco reattori al termine del ciclo vitale degli impianti ancora in funzione. |                    |           |                    |                                    |                                   |                        |